# IJF World Tour 2012
Il IJF World Tour 2012 è la quarta edizione del circuito dell'International Judo Federation, composto da una serie di tornei internazionali di judo.

È iniziato il 14 gennaio e si è concluso il 02 dicembre, è composto da 10 tappe in 10 stati diversi situati  in Europa, Asia e America del Sud. 
Durante questa edizione si sono volte le seguenti competizioni:
- 1 torneo Olimpico
- 1 torneo World Master
- 4 Grand Slam
- 4 Grand Prix

## I tornei
| Nº | Torneo                    | Sede                           | Data                      | Resoconto | Rif.   |
| -- | ------------------------- | ------------------------------ | ------------------------- | --------- | ------ |
| 1  | World Masters             | Kazakistan, Almaty             | 14 - 15 gennaio           | resoconto | [ 1 ]  |
| 2  | Paris Grand Slam          | Francia, Parigi                | 04 - 05 febbraio          | resoconto | [ 2 ]  |
| 3  | Düsseldorf Grand Prix     | Germania, Dusseldorf           | 18 - 19 febbraio          | resoconto | [ 3 ]  |
| 4  | Baku Grand Prix           | Azerbaigian, Baku              | 05 - 06 maggio            | resoconto | [ 4 ]  |
| 5  | Moscow Grand Slam         | Russia, Mosca                  | 26 - 27 maggio            | resoconto | [ 5 ]  |
| 6  | Rio de Janeiro Grand Slam | Brasile, Rio de Janeiro        | 09 - 10 giugno            | resoconto | [ 6 ]  |
| 7  | Olympic Games             | Regno Unito, Londra            | 28 luglio - 03 agosto     | resoconto | [ 7 ]  |
| 8  | Abu Dhabi Grand Prix      | Emirati Arabi Uniti, Abu Dhabi | 11 - 13 ottobre           | resoconto | [ 8 ]  |
| 9  | Qingdao Grand Prix        | Cina, Qingdao                  | 24 - 25 novembre          | resoconto | [ 9 ]  |
| 10 | Tokyo Grand Slam          | Giappone, Tokyo                | 30 novembre - 02 dicembre | resoconto | [ 10 ] |